# Tarfalasjön
Tarfalasjön (även Tarfalajaure och Darfáljávri) är en sjö i Kiruna kommun i Lappland och ingår i Kalixälvens huvudavrinningsområde. Sjön är 52 meter djup, har en yta på 0,547 kvadratkilometer och befinner sig 1 166 meter över havet. Sjön avvattnas av vattendraget Tarfalajåkka.

## Delavrinningsområde
Tarfalasjön ingår i det delavrinningsområde (754006-161665) som SMHI kallar för Utloppet av Tarfalasjön. Medelhöjden är 1 515 meter över havet och ytan är 8,08 kvadratkilometer. Det finns inga avrinningsområden uppströms utan avrinningsområdet är högsta punkten. Tarfalajåkka som avvattnar avrinningsområdet har biflödesordning 4, vilket innebär att vattnet flödar genom totalt 4 vattendrag innan det når havet efter 410 kilometer. Avrinningsområdet består mestadels av kalfjäll (76 procent). Avrinningsområdet har 0,55 kvadratkilometer vattenytor vilket ger det en sjöprocent på 6,8 procent. Delavrinningsområdet täcks till 16,96 procent av glaciärer, med en yta av 1,3719 kvadratkilometer.